# Třída Leaf
Třída Leaf byla třída podpůrných tankerů postavených pro pomocné síly britského královského námořnictva. Jejich jediným zahraničním uživatelem byla Austrálie. Britská plavidla byla nasazena například během první války v Zálivu. Jako poslední byl v září 2015 vyřazen tanker RFA Orangeleaf (A110).

## Stavba
Tankery postavila loděnice Hudson Fuel and Shipping Co. v loděnicích Cammell Laird v Birkenheadu. Postaveny byly čtyři jednotky této třídy, zařazené do služby v letech 1970–1984.
Jednotky třídy Leaf:
| Jméno                 | Spuštěna | Vstup do služby | Status |
| --------------------- | -------- | --------------- | --- |
| RFA Appleleaf (A79)   | 1975     |                 | V září 1989 uvolněn pro službu v Austrálii, 9. října 1989 zařazen jako HMAS Westralia, 2006 vyřazen a prodán civilnímu uživateli. |
| RFA Bayleaf (A109)    | 1981     | 26. března 1982 | vyřazen |
| RFA Orangeleaf (A110) | 1975     | 2. května 1984  | vyřazen 30. září 2015 |
| RFA Brambleleaf (A81) | 1976     |                 | vyřazen |

## Konstrukce

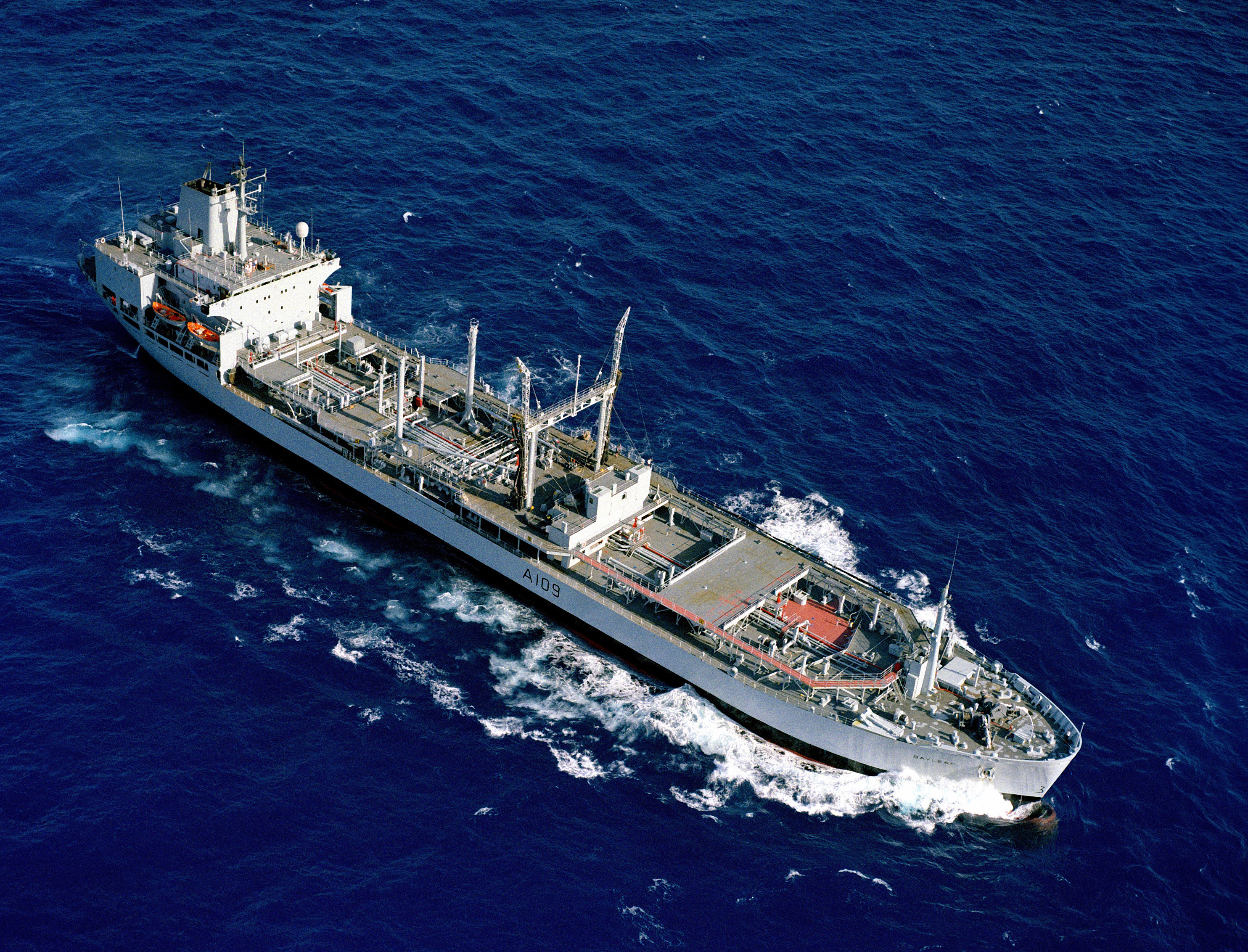
Bayleaf

Jednalo se o tankery s jedním trupem, mající jedno zásobovací stanoviště na každém boku ve středu trupu a tři jeřáby pro pevný náklad. Přepravní kapacita činila 20 000 tun motorové nafty, 3000 tun leteckého paliva a 1500 tun vody. Elektroniku tvořily navigační radary Decca 1226 a Decca 1229. Obrannou výzbroj tvořily dva 20mm kanóny, čtyři 12,7mm kulomety (Westralia nesla kulomety ráže 7,62 mm) a protiletadlové řízené střely RBS 70. V případě války bylo možné instalovat ještě dva obranné systémy Phalanx CIWS. Obranu zesilovaly odpalovače klamných cílů. Plavidla poháněly dva diesely SEMT-Pielstick 14 PC2.2V 400 o výkonu 10 440 kW. Lodní šroub byl jeden. Nejvyšší rychlost dosahovala cca 16 uzlů.

## Zahraniční uživatelé

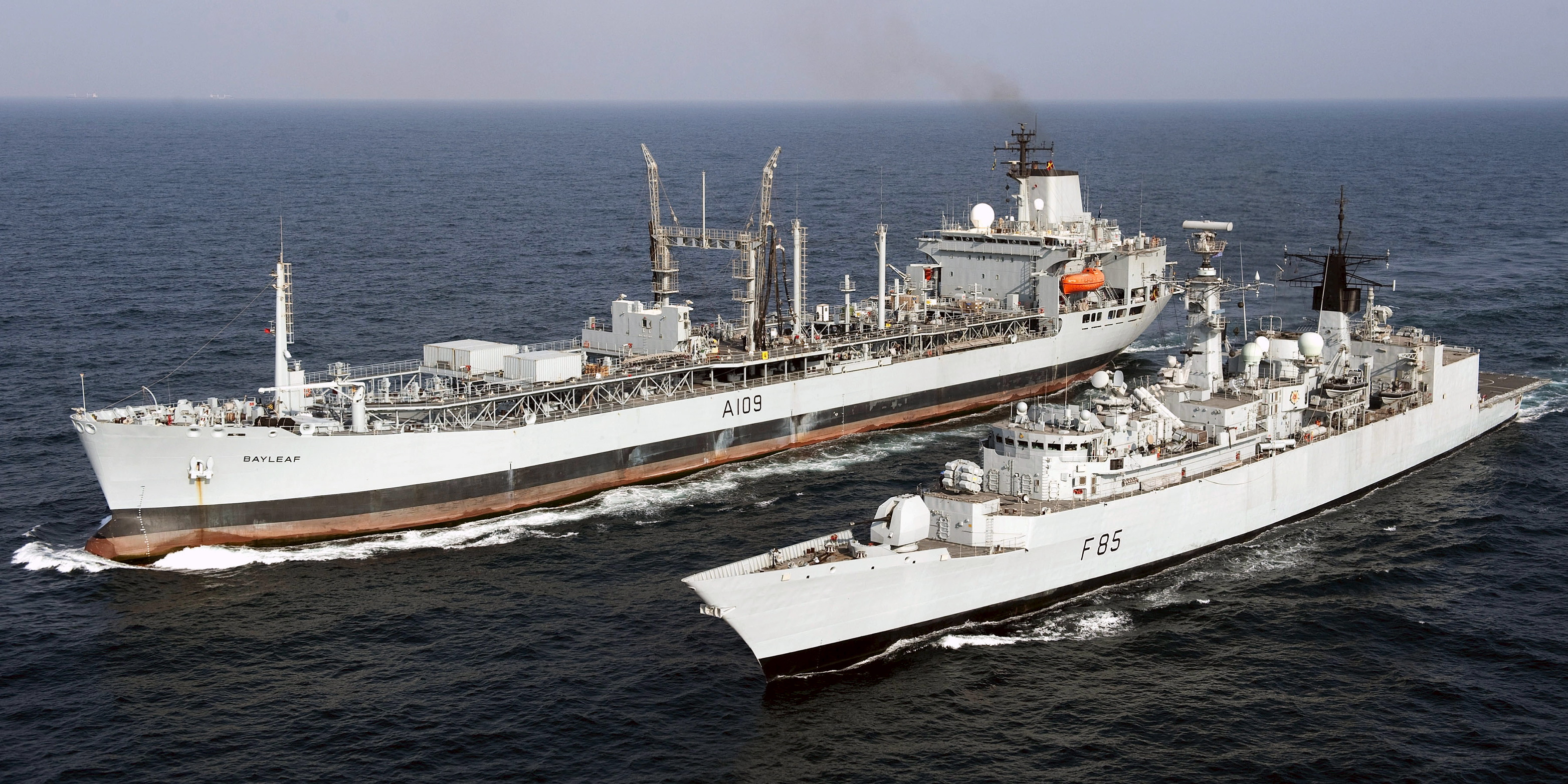
Bayleaf s fregatou HMS Cumberland (F85)

Roku 1989 byl tanker Appleleaf předán Austrálii, kde dostal jméno HMAS Westralia (O 195) a byl vybaven přistávací plošinou pro vrtulníky.

## Operační služba
Britská plavidla byla nasazena například během falklandské války a první války v Zálivu.